# أودا شيفر
أودا شيفر Oda Schaefer (اسمها الحقيقي أودا لانجه Oda Lange / ولدت في 21 ديسمبر 1900 في فيلمرسدورف بلقب أودا كراوس – وماتت في 4 سبتمبر 1988 في ميونخ) هي أديبة وصحفية ألمانية.

## حياتها
كان أبوها إيبرهارد كراوس كاتباً وصحفياً، ودرست الرسم في برلين، وعملت بعد إتمام دراستها رسامة. وتزوجت في عام 1923 الرسام ألبرت شيفر أست وأنجبت ولد في عام 1924 . ولكن وقع الطلاق بينهما بعد فترة قصيرة. وفي عام 1926 انتقلت أودا إلى ليجنيتس لأسباب عائلية، وهناك تعرفت على هورست لانجه الذي عادت معه إلى برلين في عام 1931، وتزوجته في عام 1933.
بدأت أودا شيفر النشر منذ عام 1928 فنشرت المقالات في مجلات الموضة والأركان الأدبية وكتبت القصائد والتمثيليات الإذاعية. وخلال العهد النازي انتمت مع زوجها وجونتر أيش إلى الدائرة حول مجلة Die Kolonne الأدبية، التي قدمت شكلا من أشكال الهجرة الداخلية. وكان من أصدقائها في تلك الفترة بيتر هوخل وإليزابيت لينجيسر. ونشرت في تلك الفترة في مجلة Das Innere Reich وصحيفة Frankfurter Zeitung. وكانت عضوة في حجرة الكتابة في الرايخ Reichsschrifttumskammer. وكانت هي وزوجها معادين للنظام النازي، وساعدت بعض اليهود التي كانت تخبئهم لفترة طويلة من النشر في مؤسسات رسمية بشكل أو بآخر.
وبعد نهاية الحرب العالمية الثانية التي فقدت فيها ابنها، وعاد زوجها هورست لانجه مصابا بجروح خطيرة، عاش الزوجان في ميتنفالد ثم في سويسرا وفي ميونخ في عام 1950، حيث استمرت في العمل في العديد من الصحف وكذلك للإذاعة.
يشتمل إنتاجها الأدبي في أغلبه على الشعر ذي الشكل التقليدي، وقد تأثرت بشعراء الطبيعة فيلهلم ليمان وجيورج فون دير فرينج. وانتمت إلى جماعة 47 الأدبية.
كانت أودا شيفر عضوة في الأكاديمية الألمانية للغة والأدب في دارمشتات، وفي مركز القلم لجمهورية ألمانيا الاتحادية. وحصلت في عام 1951 على جائزة أكاديمية العلوم والأدب، وفي عام 1959 على الجائزة الأدبية التشجيعية من مدينة ميونخ، وفي عام 1964 على صليب الاستحقاق الاتحادي من الدرجة الأولى.

## أعمالها
- الرفقة الأرضية 1946
- وردة بلا شبيه 1948
- نزهة القطط 1956
- لحن العشب 1959
- حتى لو حلمت فإن الساعات تسير 1970
- الصوت الأخضر 1973
- العودة 1985
- بالادات وقصائد 1995

## روابط خارجية
- أودا شيفر على موقع IMDb (الإنجليزية)
- أودا شيفر على موقع مونزينجر (الألمانية)
- أودا شيفر على موقع قاعدة بيانات الفيلم (الإنجليزية)
- أودا شيفر على موقع كينوبويسك (الروسية)